# Tour della nazionale maschile di rugby a 15 dell'Inghilterra 2004
La nazionale inglese di rugby a 15 effettuò il suo primo tour ufficiale da campione del mondo nel giugno 2004 in Australasia; furono previsti due incontri con la Nuova Zelanda e uno contro l'Australia, battuta nella finale della Coppa del Mondo di rugby 2003 pochi mesi addietro.
Il tour si risolse in tre sconfitte con solo due mete segnate (nell'ultimo incontro con gli Wallabies, e la squadra evidenziò diversi problemi che portarono Clive Woodward a rassegnare le dimissioni a fine anno dopo i test autunnali, e a lasciare il posto ad Andy Robinson, già nello staff.

## 2004: prima squadra in Nuova Zelanda e Australia
Nell'estate 2004, la nazionale inglese di rugby a 15 si reca in tour in Australia e Nuova Zelanda. In programma le rivincite del mondiali 2003. La magia di quei giorni è lontana: contro la Nuova Zelanda subisce due pesanti sconfitte e contro l'Australia subisce una sconfitta pesante (15-50) nella rivincita della finale della coppa del mondo dell'anno prima.
A parziale scusante l'assenza per infortunio di alcuni giocatori, tra cui  Jonny Wilkinson, Jason Robinson e Phil Vickery.
Nel primo match con gli All Blacks, questi si portano subito in vantaggio con un meta di rapina di Joe Rokocoko e per gli inglesi di Clive Woodward è subito notte fonda.
Nel secondo match, tre mete di Rokocoko affondano gli inglesi, ma soprattutto è l'espulsione di Simon Shaw dopo soli 11 minuti a condizionare il match che si chiude con un risultato pesantissimo 
Infine la rivincita con l'Australia. Ad arbitrarla è chiamato Andrè Watson, lo stesso della finale dei mondiali 2003, che ha annunciato il suo ritiro dalla scena internazionale dopo questo match (in realtà arbitrerà ancora Andorra-Norvegia, primo match delle qualificazioni alla coppa del mondo 2007).
Gli australiani si prendono una sonora rivincita seppellendo gli inglesi sotto una pioggia di mete.
Il risultato porterà Clive Woodward a dare le dimissioni di lì a poco.
| Dunedin 12 giugno 2004 | Nuova Zelanda   | 36 – 3 | Inghilterra | Carisbrook (36 000 spett.)\| Arbitro: \| Jonathan Kaplan \| |
| Arbitro:               | Jonathan Kaplan |        |             |                                                             |

| Auckland 19 giugno 2004 | Nuova Zelanda | 36 – 12 | Inghilterra |  |

| Brisbane 26 giugno 2004 | Australia | 51 – 15 | Inghilterra | Lang Park |

## 2004: "England Counties" in Canada
La selezione delle England Counties si reca in Canada per un tour promozionale:
| Vancouver 12 giugno 2004 | Vancouver Island | 0 – 43 | England Counties |  |

| 18 giugno 2004 | Canada All Stars | 17 – 39 | England Counties |  |